# Grand Prix automobile de Grande-Bretagne 1927
Le Grand Prix automobile de Grande-Bretagne 1927 (officiellement 2nd Royal Automobile Club Grand Prix) est le deuxième Grand Prix organisé au Royaume-Uni. Il s'est tenu sur le circuit de Brooklands le 1er octobre 1927.

## Classement
| Pos. | no | Pilote                    | Automobile       | Tours | Temps/Abandon                   |
| ---- | -- | ------------------------- | ---------------- | ----- | ------------------------------- |
| 1    | 2  | Robert Benoist            | Delage 155B      | 125   | 3 h 49 min 14 s 6 (137,74 km/h) |
| 2    | 3  | Edmond Bourlier           | Delage 155B      | 125   | 3 h 49 min 21 s 6               |
| 3    | 4  | Albert Divo               | Delage 155B      | 125   | 3 h 52 min 20 s 0               |
| 4    | 12 | Louis Chiron              | Bugatti Type 39A | 125   | 4 h 17 min 50 s 0               |
| 5    | 11 | Emilio Materassi          | Bugatti Type 39A | 118   |                                 |
| Dsq. | 10 | Caberto Conelli Williams  | Bugatti Type 39A | 106   |                                 |
| Abd. | 1  | George Eyston Sammy Davis | Bugatti Type 39A | 95    | Suralimentation                 |
| Abd. | 5  | Malcolm Campbell          | Bugatti Type 39A | 93    | Valve                           |
| Abd. | 14 | Jean Ghika-Cantacuzino    | Bugatti Type 37A | 28    | Valve                           |
| Abd. | 7  | Harold Purdey             | Thomas Special   | 9     | Transmission                    |
| Abd. | 6  | Bummer Scott              | Thomas Special   | 8     | Suralimentation                 |
| Np.  | 8  | George Souders            | Duesenberg       |       |                                 |
| Np.  | 9  | Maurice Harvey            | Alvis GP         |       |                                 |

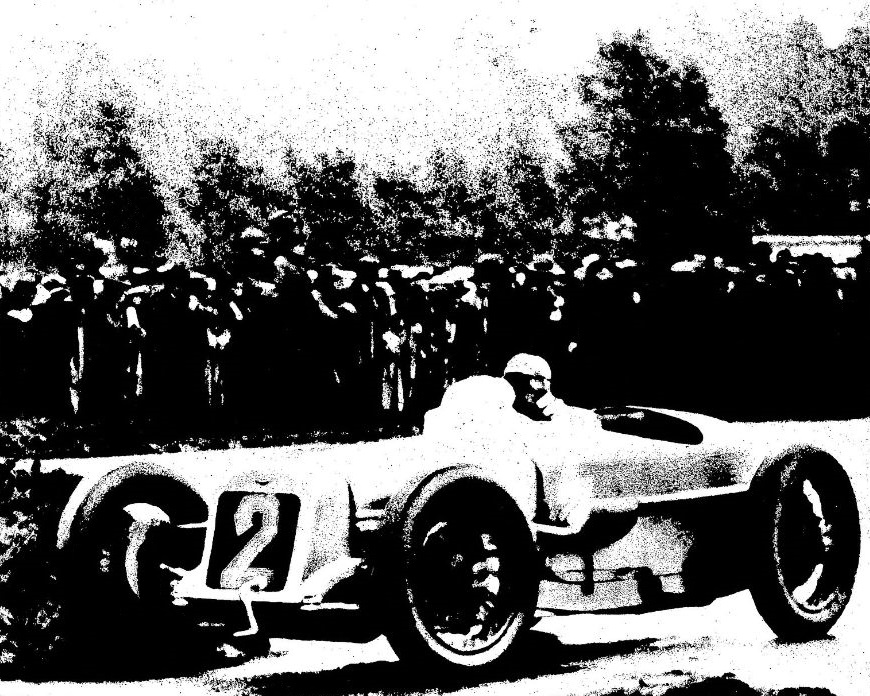
Robert Benoist, vainqueur du GP de Grande-Bretagne 1927, sur Delage 155B à Brooklands.
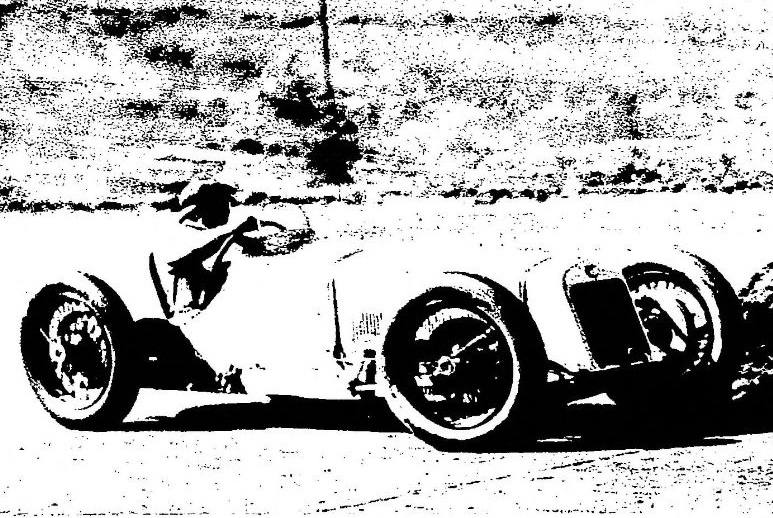
Albert Divo, troisième de la course et coéquipier de Benoist.